# Nezahualcóyotl
Nezahualcóyotl (klassisk nahuatl: Nezahualcoyōtl), född 28 april 1402, död 4 juni 1472, var en härskare (tlatoani), krigare, filosof, poet och arkitekt i stadsstaten (altepetl) Texcoco under förcolumbiansk tid.
Till skillnad från många andra historiska härskare från mexikansk förcolumbiansk tid som helt och hållet tillhörde mēxihcah-folket (aztekerna tillhörde Nezahualcóyotls släkt på hans fars sida acolhuafolket. Hans mor var syster till Tenochtitlán-härskaren Chimalpopoca.